# Jean Rivain
Jean Rivain, né le 14 novembre 1883 dans le 6e arrondissement de Paris et mort le 23 mai 1957 à Auverse (Maine-et-Loire), est un éditeur, écrivain et sociologue français. 
Proche des idées traditionnalistes et de l'Action Française, il participe à la création de l'éphémère Cercle Proudhon réunissant syndicalistes révolutionnaires et royalistes. 

## Éléments biographiques
Sociologue traditionaliste chrétien, disciple de La Tour du Pin et d'Albert de Mun, Jean Rivain se situe initialement dans la mouvance de l'Action française et dans la proximité des idées sociales chrétiennes développées par Firmin Bacconnier. Il participe  en 1906 à la création de la Nouvelle Librairie nationale, qui sera, jusqu'en 1926, la maison d'édition du nouveau mouvement royaliste.
En avril 1908, il crée avec ses amis l'écrivain Eugène Marsan et l'historien Jean Longnon, ainsi qu'une pléiade de jeunes talents de l'école maurrassienne (Henri Clouard, Pierre Gilbert Crabos, André du Fresnois, Gilbert Maire, René de Marans, Henri Lagrange, Georges Valois...) la revue critique des idées et des livres, importante publication politique et littéraire, qui concurrence La Nouvelle Revue française d'André Gide et défend les couleurs du nationalisme littéraire et du néoclassicisme.
Cette revue se situe jusqu'à la Première Guerre Mondiale dans le sillage des idées de l'Action française, mais sur un registre moins directement politique et davantage tourné vers la critique littéraire et des idées. Elle prend toutefois ses distances avec le mouvement maurrassien en 1914, ses principaux rédacteurs (parmi lesquels Jean Rivain et Gilbert Maire) refusant de choisir entre leur admiration pour Henri Bergson et leur amitié pour Maurras.
Une partie de la rédaction de La Revue critique participe, son l'égide de Georges Valois, d'Henri Lagrange et d'Édouard Berth, à la création du Cercle Proudhon, qui rapproche entre 1910 et 1913 quelques éléments issus du syndicalisme révolutionnaire et les jeunes intellectuels d'Action française. Jean Rivain se tiendra à l'écart de cette aventure intellectuelle, que Maurras et les dirigeants monarchistes regardent eux aussi d'un œil sourcilleux, voire inquiet.
Durant le premier conflit mondial, La Revue critique perd  une grande partie de ses jeunes rédacteurs. Jean Rivain et les survivants relancent sa parution en 1919 mais l'époque est moins réceptive et la publication se heurte à la création en 1920 de la Revue universelle de Jacques Bainville et d'Henri Massis, qui occupe son terrain tout en développant une ligne maurrassienne plus orthodoxe. La Revue Critique se confine désormais dans un rôle plus strictement littéraire et publie son ultime numéro en mars 1924.
Très marqué par l'échec de ce qui était pour lui une aventure intellectuelle et d'amitié, Jean Rivain participe jusqu'en 1930 à la création de quelques revues éphémères, qui se situent toutes aux marges du maurrassisme (notamment les Cahiers d'Occident et Latinité). Il publie en 1926 un important ouvrage consacré à son maître La Tour du Pin ("LA TOUR DU PIN précurseur d'un Programme de Restauration Sociale").
Au travers des Cercles Jeune France, il parvient à partir de 1935 à diffuser ses idées sur l'organisation sociale idéale et sur l'Unité Française à laquelle il consacre un livre important. Après l'armistice de 1940 et son retour de captivité, il cherche pendant quelque temps à poursuivre cette entreprise avec la protection indispensable du régime de Vichy auquel il refuse cependant toute allégeance. De même, il tente, au printemps 1944, des rapprochements (notamment grâce à ses réseaux d'amitié au sein des milieux royalistes et nationalistes) entre maréchalistes et gaullistes pour permettre au courant traditionaliste de trouver sa place dans la Résistance, mais en vain
À partir de 1947, il abandonne toute activité politique et se consacre à son œuvre philosophique qui est l'objet d'un important ouvrage De la Matière à l'Esprit dont deux volumes seulement ont été publiés chez Vrin, le troisième annoncé n'étant jamais paru.
Il avait épousé à Paris le 6 mai 1911 Marie-Ange Bernard de Courville, dont il eut trois enfants.
Le parcours intellectuel de Jean Rivain ne doit pas être confondu avec celui de son fils, Jean-Bernard, né en 1912. Jean-Bernard Rivain a collaboré aux Nouveaux Cahiers créés par Auguste Detœuf, auteur d'un livre d'humour qui eut à l'époque un grand succès Les Propos d'O. L. Barenton, confiseur. Detœuf qui était une personnalité éminente du monde industriel avait créé un groupe d'études pour réfléchir à la crise du capitalisme, dont la revue des Nouveaux Cahiers était l'expression. Il n'y avait pas de rapport direct entre les Nouveaux Cahiers et un autre groupe d'étude "X Crises", créé par le polytechnicien Jean Coutrot, bien que les deux groupes aient eu des ambitions parallèles.

## Publications
- De la souveraineté et de la représentation des intérêts, conférence faite à Paris, le 19 mars 1910, préface de M. le Mis de La Tour-Du-Pin La Charce, Paris, Nouvelle Librairie nationale, 1910.
- Politique, morale, religion, Paris, Nouvelle librairie nationale, "Études sociales et politiques, 4", 1910 ; rééd. Politique, morale, religion. Sur l'esprit protestant, protestantisme et progrès, l'Église et l'État, Paris, Nouvelle librairie nationale, 1911.
- Les Socialistes anti-démocrates. L'avenir du syndicalisme. La patrie des prolétaires. À propos des retraites ouvrières, Paris, Nouvelle librairie nationale, "Études sociales et politiques, 7" [1911].
- "Préface" à la rééd. de Joseph de Maistre, Études sociales et politiques, vol. 1, Paris, Nouvelle Librairie nationale, 1907,
- De l'Interprétation des classiques au théâtre, Paris, Éd. de la Revue critique des idées et des livres, extrait de déc. 1921, 1921.
- Un programme de restauration sociale : La Tour-Du-Pin précurseur, suivi de Quelques essais d'un autre âge en marge de l'ordre français, préface de Léon Bérard, Paris, E. Chamontin, 1926.
- avec André Rousseaux, La politique religieuse des rois de France et Jean Rivain, Le choc des armes (première lettre à Mussolini), Paris, Librairie de France, extraits des Cahiers d'Occident, 1928.
- Historique (27 décembre 1928-17 janvier 1929). Lettres de M. Jean Rivain au sujet de M. de Courville, [sans lieu ni nom d'éditeur], 1929.
- Historique. Deuxième état (27 décembre 1928-27 janvier 1929). Lettres de Jean Rivain relatives à l'arrestation de M. de Courville, [sans lieu ni nom d'éditeur], 1929.
- Le Message de Virgile, 1930, Extrait de la Revue des deux Mondes, 1er avril 1930.
- De Virgile à Mistral, discours prononcés le 26 octobre 1930, à l'Académie royale d'Italie, par S. E. Balbino Giuliano et par Jean Rivain, suivis de deux messages de Pierre de Nolhac, d'un historique de la Semaine de Mistral à Rome, d'une allocution de S. E. M. de Beaumarchais, et d'un discours au vingt et unième déjeuner Stendhal à Rome, Paris, Firmin-Didot et Cie, 1931.
- Refaire l'unité française, Paris, F. Sorlot, 1936 ; 1937.
- (et al.), La Vérité aux Français. 1- Sur l'expérience rouge et le marxisme, par Yvon Delbos et Marcelle Pommera. 2- Sur les crises, par Jean-Jacques Bernard, Jean Duret et Jean Rivain. 3- Sur la réforme gouvernementale par Léon Blum, Paris, la Nouvelle France, 1937.
- avec Auguste Detœuf et Philippe Develle, Comité central de l'organisation professionnelle. Sous-commission d'études des activités et services syndicaux. Réunion du 18 octobre 1938. Aperçu des services pratiques susceptibles d'être rendus par les syndicats patronaux sur le plan économique et social (Exposé introductif de M. A. Detœuf. Exposé de M. Jean-Bernard Rivain : "Les Différentes formes de l'activité syndicale en matière économique". Exposé de M. Philippe Develle : "Aperçu des services pratiques susceptibles d'être rendus par les syndicats patronaux sur le plan social"), Paris, Coulommiers, Paris, impr. de Brodard et Taupin, Document n°6, supplément au Bulletin bimensuel du C.C.O.P. no 47, 23 novembre 1938, 1938.
- Lettres au Maréchal. Pour l'unité française : des idées et des hommes. Message du Maréchal Pétain à l'Unité française, février 1941, Paris, Éditions Alsatia, Cahiers de l'Unité française, n° 1. 1944.
- De la matière à l'esprit, vol. 1, Paris, J. Vrin, 1945.
- De la matière à l'esprit, vol. 2, La Réalité du mouvement, Paris, J. Vrin, 1946.
- "Présentation" à Capitaine Betbèze, Qui ose gagne, préface du général Albert Lelong, illustrations de Henry Corta, Bagneux, Éditions du Cep, 1946.

### Périodique
- L'Unité française : cahiers d'études de la Fédération des cercles Jeune France, dir. Jean Rivain. Titre subséquent : L'Unité française : cahiers d'études de l'Université Jeune France, Vichy, (t. 1, no 1er avril 1941 - juin 1941 ; t. 3, n° 10, décembre 1943)